# オカムラ
株式会社オカムラ（英称：OKAMURA CORPORATION）は、日本の家具・産業用機器等の製造を主な業務とする大手メーカーである。旧商号は株式会社岡村製作所（おかむらせいさくしょ）。
本社は神奈川県横浜市（横浜駅西口前の天理ビル19階）に所在。製造・営業などの拠点を国内各所に持つ ほか、海外では米国（シカゴ）、英国（ロンドン）、オランダ（ロッテルダム）、アラブ首長国連邦（ドバイ）、タイ王国、シンガポール、マレーシア、インドネシア、中華人民共和国（香港を含む）に進出している。
東京都千代田区紀尾井町ホテルニューオータニのガーデンコート棟とタワー棟に約3306㎡(1000坪)規模のガーデンコートショールームを有する。東京都千代田区永田町には企業博物館「オカムラいすの博物館」（予約制）を開設している。
コーポレートスローガンは「人を想い、場を創る」。
オフィス用の家具・収納・アクセサリーなどを扱っている国内企業の一つである。オフィス家具・商環境の店舗用什器ではコクヨとイトーキを抑え、国内シェアトップ。また、オフィス家具では売上高が世界4位である。
オフィス環境事業のほか商環境事業（ドラッグストアやスーパーマーケットなど）、物流システム事業がある。オフィス環境事業ではオフィス、教育・文化施設、医療福祉施設、研究施設、自治体庁舎向けの家具のほか一般家庭や小規模オフィス向けのホームファニチャー家具などがある。パワートレーン事業ではトルクコンバーターやトランスミッションの生産も行っている。
かつてはシステムキッチンも生産していたが、現在は撤退している。

## 概要

### 戦後

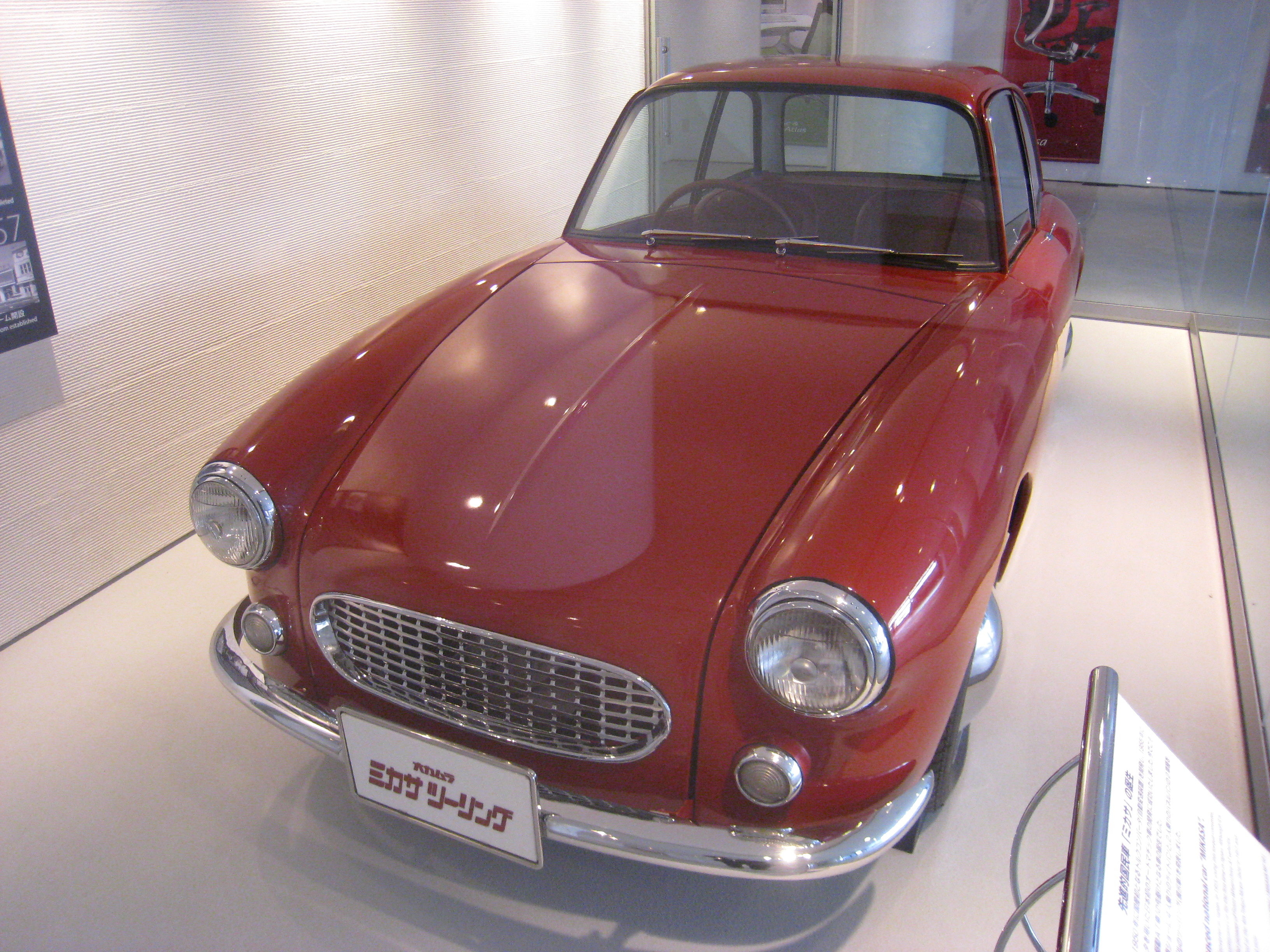
ミカサ・ツーリング

太平洋戦争敗北によって業務を失った航空機メーカー・日本飛行機の旧社員であった吉原謙二郎（創業者）たちによって横浜市磯子区岡村町に1945年（昭和20年）10月に創業され（会社設立は1946年（昭和21年）、岡村製作所として）、金属加工技術を活かしたアメリカ軍向けのスチール家具納入で業績を高めた。社名は創業の地から取られた。
事務用椅子をはじめとするオフィス向け家具類では高いシェアを持つ。店舗陳列什器の分野においても高いシェアを持ち、国内唯一のフルラインメーカーである。また、建具の製造や設置工事も行っている。
1949年（昭和24年）からは、日本で最も早い時期にトルクコンバーターの開発に取り組み、これを素地として産業用機器の開発でも地歩を固めた。1950年代中期に日本国有鉄道が駅構内の貨車入換作業合理化用に開発、量産した貨車移動機（実質は小型ディーゼル機関車。取扱い簡便化目的で、規定上、機関車でなく構内作業用機械扱いとされる）の変速機として岡村製のトルクコンバーターが多数採用される実績をあげている。
1957年（昭和32年）から1960年（昭和35年）にかけては、トルクコンバーター搭載の前輪駆動小型自動車「ミカサ」を生産した。これは、日本初の自動変速機搭載車として注目される存在であったが、自動車の販売力が弱かった上に、メインバンク（旧三菱銀行）がホンダを優先し、岡村にはオフィス家具に専念するよう勧めたため、サービスカー（ライトバン）仕様 を500台強、オープン2座のツーリング仕様を10台ほど販売し、終了している。
1953年（昭和28年）に、日本大学と共同で、日大/岡村N-52という「並列複座の軽飛行機」を製作している。開発には旧海軍航空技術廠の技師山名正夫も参加している。

### 2000年代
2009年（平成21年）には東京・虎ノ門に「オカムラいすの博物館」をオープンさせた（その後、永田町へ移転）。前述の「ミカサツーリング」も展示している。現存する唯一の車両とされ、かつては大阪市内の御堂筋に面した大阪ショールームに展示されていた。
2018年（平成30年）4月1日に、商号を「株式会社オカムラ」に変更した。
同社はかつて松下電工（現・パナソニック）と親密だったが、その後は新日本製鐵（現・日本製鉄）と親密である。特に、オフィス家具の購入資材は大半が鋼材であることから日本製鉄とカーボンニュートラル化への協業を行っている。また三菱UFJ銀行（旧・東京三菱銀行）がメインバンクであり、三菱商事と取引関係にあるなど、三菱グループとも近しい関係にある。
なお、同じ鉄加工品メーカーでオウム真理教によって買収工作が行われた「オカムラ鉄工」（のちのヴァジラ・アヌッタラ・ヒタ・アビブッディ精密機器工業）とは関連は一切ない。

## 主要な製品

### デスクチェア
コンテッサ
世界中で高い評価を受けているアーロンチェアに対抗すべく製作された、「伯爵夫人」の名を冠された多機能デスクチェア。ジョルジェット・ジウジアーロによりデザインされた。流線型を主体としたデザインを採用している。アーロンチェアとは同価格帯であり競合商品にあたるが、ワーキング用途では前傾機能のあるアーロンチェア、リラックス用途では後傾機能とヘッドレストのあるコンテッサが優れている。現在は、後継モデル「コンテッサセコンダ」が生産されている。「コンテッサセコンダ」はコンテッサから機能向上しており、1.クッションに改良 2.座面奥行の短縮(-25mm) 3.可動肘のリニューアル 4.耐荷重の強化 の4つが挙げられる。
バロン
同じくジョルジェット・ジウジアーロによりデザインされた、「男爵」の名を冠された多機能デスクチェア。コンテッサの弟分として位置づけられている。コンテッサと比べ、価格も比較的手頃になり、ヘッドレストも大きく柔らかく、ゆったりとリラックスできるため、リラックス用途においてはコンテッサよりもバロンを評価する者も少なくない(なお、2018年現在においてコンテッサも、ワイド型ヘッドレストをオプションで選択できるようになった)。
レオパード
イタリアの高速列車ETR500「フレッチャロッサ」の2012年の大規模改修に伴い、沖電気工業と共同でニューコンセプトシーティング「Leopard(レオパード)」を開発。同車内会議室用ミーティングチェアとして採用された。このデザインも同改修で内装デザインを監修したジョルジェット・ ジウジアーロの監修を受けている。

### オフィスデスク
スイフト
天板可動式の事務デスク。高さが変更でき、着座・立位で働くことが可能なので業務効率改善やクリエイティビティ向上が期待できる。楽天グループが全社員にこのデスクを一括導入した。

### エグゼクティブカンファレンステーブル
トラヴァース traverse
「限界まで薄く。美しく強い。」をコンセプトに開発された。最大5.6 mを一直線に横断する“薄く美しい天板”と広々とした足元空間を叶える“強靭なビーム構造”により、大型でも圧迫感のないカンファレンステーブル。配線類をビームと脚内部に収められるので、机上面を常にすっきりと保て、今日の働き方のニーズに応えながらも高いデザイン性と使い心地の良さを両立した、存在感のあるカンファレンステーブル。traverse は、米国建築設計事務所HOKのプロダクトデザインチームHOK Product Designの美しく革新的なデザインと、okamuraの設計・生産技術の融合により生まれた。

### 鉄道車両用座席

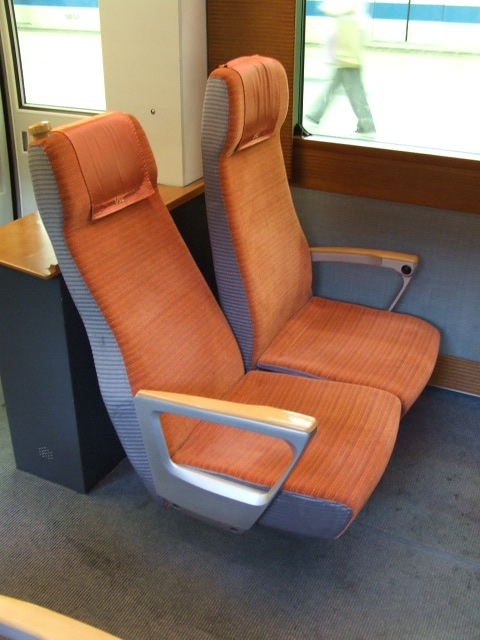
小田急50000形電車の普通車用座席

同社は鉄道車両用座席も手がけるようになり、小田急電鉄ロマンスカー・50000形（VSE）及び60000形（MSE）の座席を製造（ただし、回転部脚台は天龍工業製）している。座席のデザインは、同車両の総合デザインを担当した建築家・岡部憲明の監修を受けている。
また、京成電鉄スカイライナー・新AE形の座席も製造（同じく、回転部脚台は天龍工業製）している。この座席のデザインもデザイナー・山本寛斎の監修を受けている。

### 劇場用椅子
劇場用シートも多く納品実績を持ち、NHKホール、歌舞伎座、観世能楽堂など有名ホール・施設に多くの実績を持つ。

## テレビスポンサード番組
かつては『関口宏のサンデーモーニング』（TBS系列）、『竹村健一の世相を斬る』（フジテレビ）、『さんまのまんま』（関西テレビ）に提供していた。

## テレビ番組
- 知られざるガリバー〜エクセレントカンパニーファイル〜（2018年5月6日、テレビ東京）[9]
- 日経スペシャル カンブリア宮殿 オフィスから椅子まで 知られざるものづくり（2021年11月25日、テレビ東京）[10]

## 参考図書
『カタログで見る日本車なつかし物語』 P94-95 三十九話ミカサ・サービスカー ISBN 4-89522-236-5